# Yonkers Motorcycle Club
O Yonkers Motorcycle Club (YMC) foi um motoclube formado em 1903 na cidade de Yonkers em Nova Iorque e associado ao American Motorcyclist Association.  Os YMC é considerado um dos primeiros clubes de motociclistas dos Estados Unidos, mas esse título é dividido com os Portsmouth Motorcycle Club de Ohio.